# イギリスの地理
座標: 北緯54度0分 西経2度30分 / 北緯54.000度 西経2.500度
グレートブリテン及び北アイルランド連合王国（イギリス）は大陸ヨーロッパの北西海岸沖に位置する主権国家である。総面積はおよそ243,610平方キロメートル (94,060 sq mi)を誇り、イギリスはグレートブリテン島の大部分、およびアイルランドの北東6分の1、そしてその周りを取り囲む多数の島々を含めて、ブリテン諸島の大部分を占めている。本島は北緯49度から59度（シェットランド諸島は北緯61度にまで伸びている）、西経8度から東経2度を占めている。ロンドンの南東にあるグリニッジ天文台は本初子午線の起点として定められた場所である。
イギリスは北大西洋と北海の間に位置し、フランスの北西の海岸線からイギリス海峡を挟んで35 km (22 mi)の場所に位置する。また、イギリスはアイルランド共和国と499 kmにもわたる国境で接している。イギリス海峡の下には英仏海峡トンネルが通っていて、今ではイギリスとフランスを結んでいる。
イギリスの海外領土と王室属領に関してはそれぞれの記事にまとめられているので、それぞれを参照されたい。

## 面積
イギリスの総面積はおよそ245,000平方キロメートル (94,600 sq mi)で、グレートブリテン島の大部分とアイルランド島の北東部6分の1（北アイルランド）、そしてその周りを取り囲む多数の島々から成る。イングランドはイギリスの国々の中でももっとも大きく、面積は130,410平方キロメートル (50,350 sq mi)で、イギリスの総面積の半分以上を占めている(イングランドの地理も参照)。スコットランドの面積は78,772平方キロメートル (30,410 sq mi)で、イギリスの3分の1ほどを占め、2番目の大きさである。ウェールズと北アイルランドはより小さく、それぞれの面積は20,758 and 14,160平方キロメートル (8,010 and 5,470 sq mi)ほどである。
イギリスの国々のそれぞれの面積は以下の表にまとめられている。最大の国であるイングランドは地域ごとに分けられている。
| 順位 | 名称 | 面積                                                                                             |
| ---- | --- | ------------------------------------------------------------------------------------------------ |
| 1    | イングランド | 130,427 km²                                                                                      |
| 1    | – イングランド南西部 – イングランド東部 – イングランド南東部 – イングランド中東部 – ヨークシャー州とハンバー川 – イングランド北西部 – イングランド中西部 – イングランド北東部 – ロンドン | 23,837 km2 19,120 km2 19,096 km2 15,627 km2 15,420 km2 14,165 km2 12,998 km2 8,592 km2 1,572 km2 |
| 2    | スコットランド | 78,772 km2                                                                                       |
| 3    | ウェールズ | 20,778 km2                                                                                       |
| 4    | 北アイルランド | 13,843 km2                                                                                       |
|      | イギリス | 243,820 km2                                                                                      |
|      | 海外領土 | 1,727,570 km2                                                                                    |

1,709,400 km2にわたるイギリスの南極大陸における領土は、フォークランド諸島の12,173 km2よりも大きく、最も大きいイギリスの海外領土である。これら以外の残る12の海外領土の総面積は5,997 km2である。
イギリスと面積が近い国としてはギニア（イギリスより少し大きい）、 ウガンダ、ガーナ、ルーマニア（イギリスより少し小さい）が挙げられる。イギリスは世界で80番目の面積を持つ国であり、ロシアを含めたヨーロッパでは10番目である。

## 地形

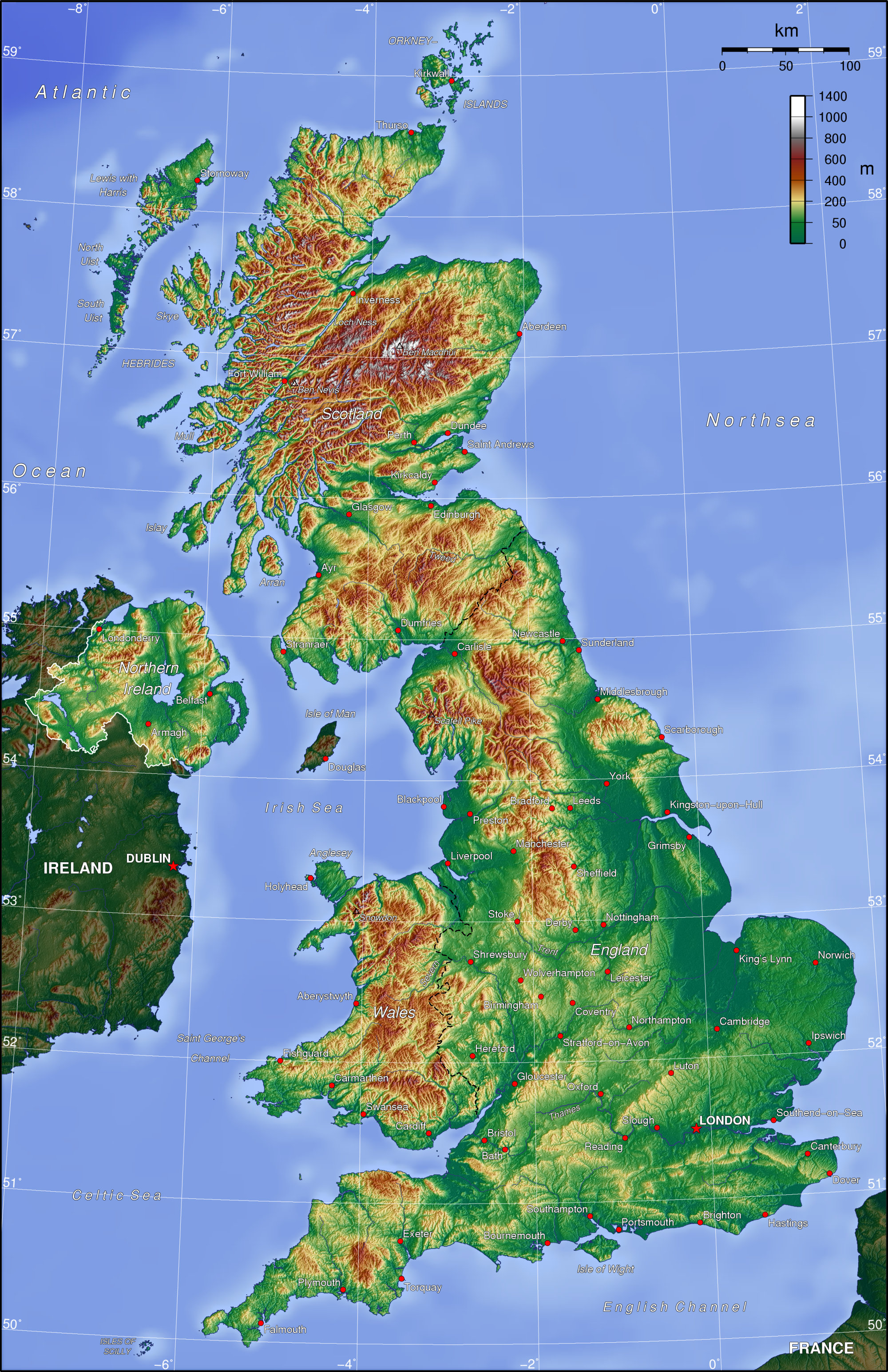
イギリスの地形図

イギリスには多種多様な地形が存在する。イングランドはその大部分が低地であり、高地や山岳地帯はティーズ川とエクス川の北西部にしか存在しない。高地としては湖水地方、ペナイン山脈が挙げられる。低地は低い丘に沿って存在して、ところどころチョーク層で構成されている。スコットランドはヘレンズバラからストーンヘブンへと横切っているハイランド境界断層によって区別されている。断層面は、北から西にかけてをハイランド、南から東にかけてをロウランドと2つの地域に分けている。ウェールズは大部分が山岳地帯(カンブリア山地)である。アイルランドにはモーン山地、イギリスで最大面積を誇るネイ湖がある。
地形学からの概観としては、イギリスは主に北や西の地域における地殻変動、気候変動そして特に氷河によって形作られているといえる。
イギリスにおける最高峰は、スコットランドのグランピアン山脈にある、ベンネヴィスである。最長の河川はウェールズからイングランドへと流れる、セヴァーン川である。湖面の最も広い湖は、北アイルランドにあるネイ湖であるが、水量の最も多い湖は、スコットランドにあるネス湖である。

### 地質

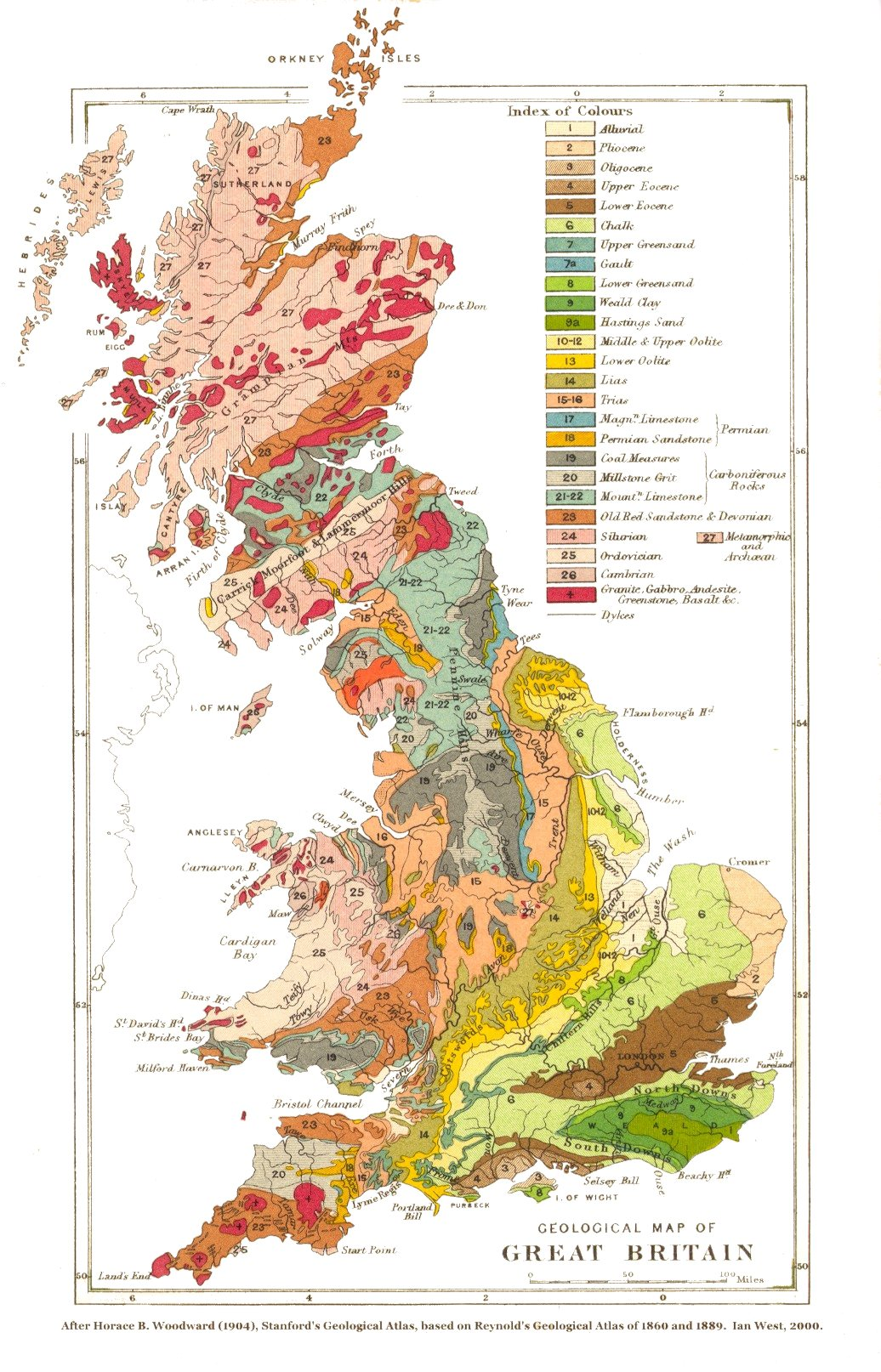
イギリスの地質図

イギリスの地質は長期にわたるプレートテクトニクスの影響を受け、複雑で多種多様である。緯度と海水面の高さの変化は、自然の沈降現象に大きく関与している。また、継続的な大陸間の衝突が、大きな断層や褶曲といった造山運動の蓄積とともにイギリスの地質構造に影響を及ぼしている。その一方で、これらの変化は、しばしば火山運動と岩石の編成運動にも影響を与えてきた。以上のような、多様な地質の歴史を経て、イギリスは今のように多様性に富んだ景観を映し出している。

### 山と丘

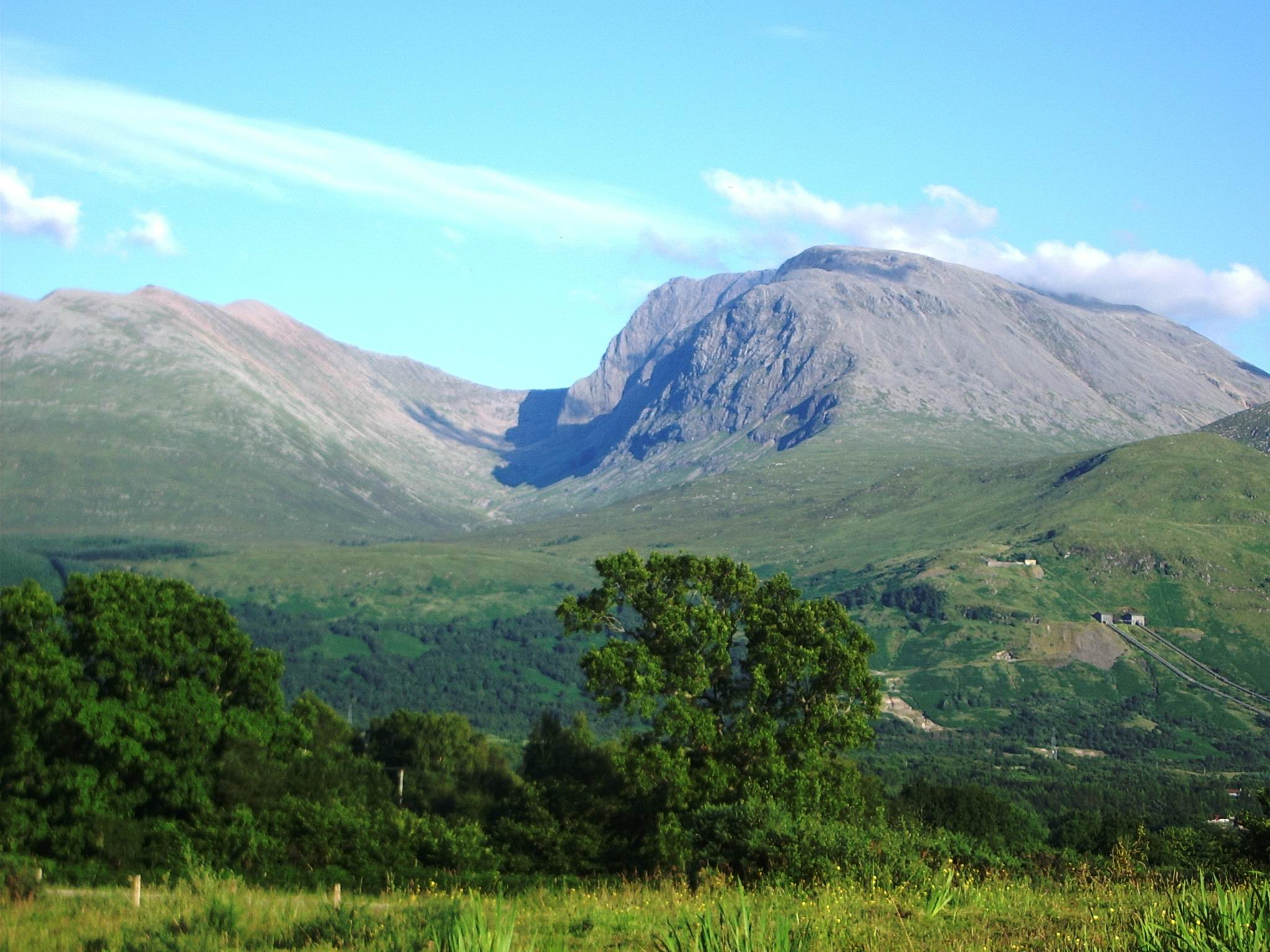
1,344 metresを誇るベンネヴィスはイギリスの最高峰

イギリスにおける高い山の上位10個はすべてスコットランドにある山である。イギリスのそれぞれの地域における最高峰は以下のとおりである。
- スコットランド: ベン・ネビス山、1,344メートル
- ウェールズ: スノードン山（スノードニア）、1,085メートル
- イングランド: スコーフェル峰（カンブリア山地）、978メートル
- 北アイルランド: スリーヴドナード（モーン山地）、852メートル

イギリスにおける主な山、丘の分布は以下のとおりである。
- スコットランド: ケアンゴーム、ハイランド、南部高地（サザンアップランズ）、グランピアン山脈、モナリア山地、オキル丘陵、キャンプジー高原、クイリン
- ウェールズ: ブレコンビーコンズ、カンブリア山地、スノードニア、ブラックマウンテン、プレセリ丘陵
- イングランド: チェヴィオット丘陵、チルターン丘陵、コッツウォルズ、ダートムア、リンカンシア丘陵、エクスムア、湖水地方、モルヴァン丘陵、メンディップ丘陵、ノースダウン、ピークディストリクト、ペナイン山脈、サウスダウンズ、シュロップシャー丘陵、ヨークシャー高原
- 北アイルランド: モーン山地、アントリム台地、スペリン山脈

イギリスでの最低部はイングランドの東アングリアにあるフェンズで、その高さは海水面よりも4mも低い。

### 川と湖
イギリスで最長の川はウェールズからイングランドまでを流れるセヴァーン川（220 mi; 350 km）である。
イギリスでのそれぞれの地域における最長の河川は、その地域の全てを通っている
- イングランド: テムズ川 (215 mi; 346 km)
- スコットランド: テイ川 (117 mi; 188 km)
- 北アイルランド: バン川 (76 mi; 122 km)
- ウェールズ: タウイ川 (64 mi; 103 km)

イギリスのそれぞれの地域おける湖面積が最大の湖は以下のとおりである。
- 北アイルランド: ネイ湖 (147.39 sq mi; 381.7 km2)
- スコットランド: ローモンド湖 (27.46 sq mi; 71.1 km2)
- イングランド: ウィンダミア湖 (5.69 sq mi; 14.7 km2)
- ウェールズ: スリン・テギド (1.87 sq mi; 4.8 km2)

水深が最大の湖はモーラー湖で、最深部では309メートルに達する（ネス湖は228メートルで2番目に深い湖である）。イングランドで最深の湖はウォスト湖で、その深さは79メートル (259フィート)である。
ネス湖はイギリスにおいて、水量の点で最大の湖である。

### 島々
総じて、イギリスには1000以上もの小さな島があり、その大部分はスコットランドの北と西の海岸線の近くにある。2001年の調査ではそのうち130の島々で人々が生活している。
本島を除いて、もっとも大きな島はスコットランドにあるルイスアンドハリス841 sq mi (2,180 km2)で、ウェールズではアングルシー島276 sq mi (710 km2)、イングランドではワイト島174.09 sq mi (450.9 km2)、北アイルランドではラスリン島（およそ6 sq mi (16 km2)）がそれぞれ最大の島である。

### 気候
イギリスの気候は一般的に温暖であるが、地域による気候の差異はあり、特に高度と海からの距離によって大きく左右される。一般に、南は北より暖かく西は東より湿潤である。イギリスは温暖なメキシコ湾流の影響を受け、ニューファンドランド島といった同緯度のほかの地域より格段に暖かい。
最もイギリスの気候に影響を与えている風は、北大西洋海流がもたらす南西の風である。半分以上の日が曇りである。自然災害はほとんどないが、冬には、暴風や洪水が発生することもある。
イギリスでの年降水量は地域によって、ハイランドでの3,000 mm (118.1 in)以上からケンブリッジでの553 mm (21.8 in)と、幅が広い。エセックスの地域では、年降水量が600 mm (23.6 in)と、イギリスの中で最も乾燥した地域のひとつであるが、それでも一年に100日以上は雨が降る。エセックスでの年降水量は450 mm (17.7 in)で、エルサレムやベイルートより少ないこともある。
イギリスでの最高気温はケント州フェヴァシャム近郊のブログデールで2003年8月10日に記録された、38.5 °C (101.3 °F)である。最低気温は、スコットランドのグランピアン山地のブリーマーで1895年2月11日と1982年1月10日、そしてスコットランドのアルトナハラで1995年12月30日に記録された−27.2 °C (−17.0 °F)である。

## 属領の地理

同じ縮尺で表示されたイギリス本土と王室属領、および海外領土

### 王室属領
- マン島の地理（英語版）
- チャンネル諸島

### 海外領土
- アンギラ
- バミューダ諸島
- イギリス領南極地域
- イギリス領インド洋領域の地理（英語版）
- イギリス領ヴァージン諸島
- ケイマン諸島
- フォークランド諸島
- ジブラルタルの地理
- モントセラトの地理
- ピトケアン諸島の地理
- セントヘレナ・アセンションおよびトリスタンダクーニャ
- サウスジョージア・サウスサンドウィッチ諸島
- アクロティリおよびデケリアの地理
- タークス・カイコス諸島

## 参考
1. ↑  オックスフォード英語辞典: "British Isles: a geographical term for the islands comprising Great Britain and Ireland with all their offshore islands including the Isle of Man and the Channel Islands."
2. ↑  Ordnance Survey of Northern Ireland, 1999
3. ↑  MFPP Working Paper No. 2, "The Creation and Consolidation of the Irish Border" by KJ Rankin and published in association with Institute for British-Irish Studies, University College Dublin and Institute for Governance, Queen's University, Belfast (also printed as
IBIS working paper no. 48)
4. ↑  “The South West – Key Facts”. www.gosw.gov.uk.   Government Office for the South West. 2007年3月22日時点のオリジナルよりアーカイブ。2007年4月18日閲覧。
5. ↑  “Wales in Figures – Land”. www.new.wales.gov.uk.   Welsh Assembly Government. 2014年4月19日時点のオリジナルよりアーカイブ。2007年4月18日閲覧。
6. ↑  “Geography of Northern Ireland”.   University of Ulster. 2006年5月22日閲覧。
7. ↑  “デジタル大辞泉の解説”.   コトバンク. 2018年3月11日閲覧。
8. ↑  Toghill, Peter (2000). The Geology of Britain: An Introduction. Shrewsbury: Swan Hill Press. ISBN 1-85310-890-1

### 海の地理
- イギリスの海岸線（英語版）
- イギリスの沿岸地域（英語版）
- Shipping Forecast（英語版） ‐ 船舶向け天気予報。近海を31のエリアに分けて、天気を予報する。